# Дети — жертвы пороков взрослых
«Де́ти — же́ртвы поро́ков взро́слых» — скульптурная композиция как аллегория борьбы со злом и общественными пороками, установлена на Болотной площади в Москве на территории сквера 800-летия Москвы. Установлена в 2001 году. Автор — художник и скульптор Михаил Шемякин.

## Описание
Памятник состоит из 15 скульптур. В центре композиции изображены двое детей с завязанными глазами. У их ног лежат книги: «Народные русские сказки» и «Сказки» Александра Пушкина. Фигуры детей окружают скульптуры в виде антропоморфных монстров, олицетворяющих «взрослые» пороки:
- Наркомания — изображение лысого мужчины со шприцем и сломанными крыльями.
- Проституция — фигура женщины с головой лягушки.
- Воровство — фигура мужчины с головой кабана, уносящего мешочек с деньгами.
- Алкоголизм — карикатурное изображение Бахуса с кубком.
- Невежество — фигура осла с погремушкой в руках.
- Лжеучёность — карикатурное изображение Фемиды со шлемом на глазах, свитком с алхимическим деревом и двуглавой марионеткой.
- Пропаганда насилия — фигура торговца оружием.
- Садизм — фигура в рясе с головой носорога.
- Позорный столб для тех, кто без памяти, с колодками.
- Эксплуатация детского труда — фигура фабриканта с птичьей головой.
- Нищета — изображение старухи, просящей милостыню.
- Война — фигура рыцаря в доспехах, с крыльями и в противогазе, держащего бомбу с головой Микки Мауса. Крылья такие же, как у фигуры Наркомания, что образует симметричную композицию.
- Равнодушие — многорукая фигура, неслышащая и невидящая, с телом наподобие саркофага; занимает центральное место в композиции[4][5].

Композиция задумывалась и осуществлялась мною, как символ и призыв к борьбе за спасение сегодняшнего и будущего поколений… Я, как художник, этим произведением призываю оглянуться вокруг, услышать и узреть то, что происходит. И пока не поздно, здравомыслящим и честным людям надо задуматься.Михаил Шемякин

## История
Заказчиком и соавтором идеи памятника выступил мэр Москвы Юрий Лужков. Он проявлял большой интерес к ходу работы Шемякина над памятником и во время одной из встреч со скульптором подсказал ему своё видение позы одной из фигур — «Садизм». Сам художник вспоминал об этом так:
Лужков вызвал меня и сказал, что поручает создать такой памятник. И дал мне листок бумаги, на котором были перечислены пороки. Заказ был неожиданный и странный. Лужков меня ошеломил. Во-первых, я знал, что сознание постсоветского человека привыкло к городским скульптурам явно реалистическим. И когда говорят: Изобразите порок «детская проституция» или «садизм» (всего было названо 13 пороков!), ты испытываешь большие сомнения. Поначалу я хотел отказаться, потому что смутно представлял, каким образом можно воплотить эту композицию в жизнь. И только шесть месяцев спустя я пришёл к решению, что только символические образы могут встать достойно в этой экспозиции, чтобы не оскорблять зрение зрителей. 
Получилась такая символическая композиция, где, допустим, пороки разврата изображает лягушка в платье, отсутствие образования - осёл, танцующий с погремушкой. И так далее. Единственный порок, который мне пришлось заново облечь в символическую форму, - это наркомания. Потому что до нашего «благословенного времени» никогда дети от этого порока не страдали. Этот порок в виде страшного ангела смерти, протягивающего ампулу с героином, встал у меня в этом страшном сборище пороков.
2 сентября 2001 года, в День города Москвы, скульптура, подаренная Михаилом Шемякиным столице, была установлена на Болотной площади архитекторами Вячеславом Бухаевым и Андреем Ефимовым. Спонсором памятника выступила компания «Роснефть». Первое время скульптура была общедоступной для горожан, но после нескольких актов вандализма, когда злоумышленники отпиливали металлические элементы со скульптур, его огородили забором. Несмотря на популярность памятника среди жителей Москвы и туристов, случаи вандализма по отношению к скульптурам прекратились.
Памятник работы Михаила Шемякина вызвал полярную реакцию общественности. Доктор педагогических наук, ведущий научный сотрудник Российской академии образования Вера Абраменкова сравнила скульптурные изображения пороков с символикой «в духе масонских лож, тайных орденов типа розенкрейцеров, оккультных сект» и назвала памятник вредным для детской психики. Она раскритиковала памятник с религиозных позиций за акцентированное изображение пороков:
По замыслу автора, это «памятник детям, жертвам пороков взрослых». В народе, правда, его немедленно прозвали просто «памятником порокам». И неслучайно, ведь эта огромная композиция, раскинувшаяся на достаточно обширной территории, почти вся посвящена старательному, живописному изображению пороков. Их тринадцать, чёртова дюжина. Они стоят полукругом, возвышаясь, как бы нависая над двумя детишками, мальчиком и девочкой. У детей глаза завязаны, а руки вытянуты. То ли они играют, то ли что-то ищут. Впечатление жуткое: полукруг пороков наступает на маленьких, беззащитных детей, находящихся в центре композиции
Доктор исторических наук, искусствовед Нина Молева увидела в композиции «хоровод пороков на Царицыном лугу. Именно на нём, в виду Кремля и едва ли не единственной по красоте его панорамы, олицетворение всех видов мерзостей, которыми способны отравить детскую жизнь взрослые — родители, учителя, предки, солдаты, отдававшие и продолжающие отдавать им все свои силы и само существование».
Против установки скульптур выступали и представители городских властей. В частности, депутат Московской городской думы Александр Крутов отозвался о них так:
Кто-то считает, что если М. Шемякин — известный художник и скульптор, то и новая работа талантлива; другое мнение — М. Шемякин совершенно не московский художник, и его скульптура будет выглядеть в нашем городском ландшафте инородным телом; кто-то уверен, что сама мысль «Дети — жертвы пороков взрослых» странная. Возникает также вопрос: есть ли у города возможность финансирования подобных проектов?
Критически отозвался о памятнике и корреспондент Радио «Свобода» в Вашингтоне Владимир Абаринов. По словам журналиста, мысль о сооружении подобного монумента в центре Москвы показалась ему «дикой и невозможной» из-за общего диссонанса с архитектурным обликом города.
В то же время протоиерей и литературовед Андрей Дударев высоко оценил работу Шемякина, назвав его искусство «сложным, многоплановым и безукоризненно точным». По мнению священника, композиция представляет собой образец христианского искусства: он увидел в ней гротеск в духе Даниила Хармса, параллели с творчеством Иеронима Босха и альбомом Islands группы King Crimson.

## Галерея

Образ войны
Пропаганда насилия
Лжеучёность